# Ron Jeffries
 (novembre 2014).
Si vous disposez d'ouvrages ou d'articles de référence ou si vous connaissez des sites web de qualité traitant du thème abordé ici, merci de compléter l'article en donnant les références utiles à sa vérifiabilité et en les liant à la section « Notes et références ».
Pour les articles homonymes, voir Jeffries.
Ron Jeffries est un informaticien américain né en 1939 et un des trois fondateurs de l'Extreme programming (XP) créé en 1996, avec Kent Beck et Ward Cunningham. Il est depuis 1996 un coach XP sur un projet de Chrysler au sujet d'un système compensation, dans lequel XP a été inventé. Il est l'auteur de Extreme Programming Installed, le deuxième livre publié au sujet de l'Extreme programming. Il a également écrit un livre sur les aventures de l'Extreme Programming en C#. Il est l'un des 17 signataires du Manifeste Agile.